# انتونی دادلی (بازیکن فوتبال)
انتونی دادلی (انگلیسی: Anthony Dudley؛ زادهٔ ۱۵ سپتامبر ۱۹۹۶) بازیکن فوتبال اهل بریتانیا است.
از باشگاه‌هایی که در آن بازی کرده‌است می‌توان به باشگاه فوتبال مکلسفیلد تاون، باشگاه فوتبال بری، و باشگاه فوتبال گایزلی اشاره کرد.